# 1806 aux échecs
| Années des échecs : 1803 - 1804 - 1805 - 1806 - 1807 - 1808 - 1809    |
| Décennies des échecs : 1770 - 1780 - 1790 - 1800 - 1810 - 1820 - 1830 |

Cet article présente les faits marquants de l'année 1806 aux échecs.

## Événements majeurs
Alexandre Deschapelles bat les plus forts joueurs allemands, et il est considéré comme le meilleur joueur au monde dans cette période.

## Divers
Joseph Dillinger publie Ein hundert zehen ganz neu zusammengesetzte.

## Naissances
- 1er janvier (20 décembre dans le calendrier julien) : Lionel Kieseritzky, fort joueur français, défait lors de la partie immortelle[1].
- 15 juillet : Johann Löwenthal, fort joueur hongrois[1].
- Adolf Zytogorski : fort joueur polonais, il émigrera en Angleterre après la guerre russo-polonais de 1830[1].
- Alphonse Delannoy, joueur français, et auteur de nombreux articles dans divers magazines d’échecs[1].